# Strand-Beifuß
Der Strand-Beifuß (Artemisia maritima) ist eine Pflanzenart aus der Gattung Artemisia innerhalb der Familie der Korbblütler (Asteraceae).

## Beschreibung

### Vegetative Merkmale
Der Strand-Beifuß ist ein immergrüner Halbstrauch, der 20 bis 80 Zentimeter groß wird. Von ihm geht ein stark aromatischer Geruch aus. Die Stängel sind aufsteigend oder aufrecht und grau- bis weißfilzig und später oft verkahlend. Sie sind oben ästig mit aufrechten bis abstehenden Ästen. Die Blätter sind beidseitig mit kleinen weißen oder grauen, filzigen Haaren versehen. Die unteren Laubblätter sind gestielt mit am Grund geöhrtem Blattstiel. Sie sind zwei- bis dreifach gefiedert, die oberen Blätter nur einfach gefiedert, wobei die Blattzipfel linealisch geformt und höchstens 1,5 Millimeter breit sind. Die obersten Blätter sind oft ungeteilt.

### Generative Merkmale
Blütezeit ist August bis Oktober. Die Blütenköpfchen stehen in einem ausgebreiteten rispigen Gesamtblütenstand an meist übergebogenen Ästen. Das eiförmige Blütenköpfchen ist etwa 2 bis 3 Millimeter lang und etwa 1 bis 2 Millimeter breit, der Köpfchenboden ist nicht behaart. Die Blütenhüllblätter sind ungleich lang, die äußeren sind krautig und oft graufilzig, die inneren sind breit trockenhäutig berandet. Die winzigen Röhrenblüten sind gelb gefärbt. Die randständigen Blüten haben eine kürzere Kronröhre mit weit herausragendem Griffel; sie sind fruchtbar, die inneren sind meist steril.
Die Chromosomenzahl beträgt 2n = 18 oder 54.

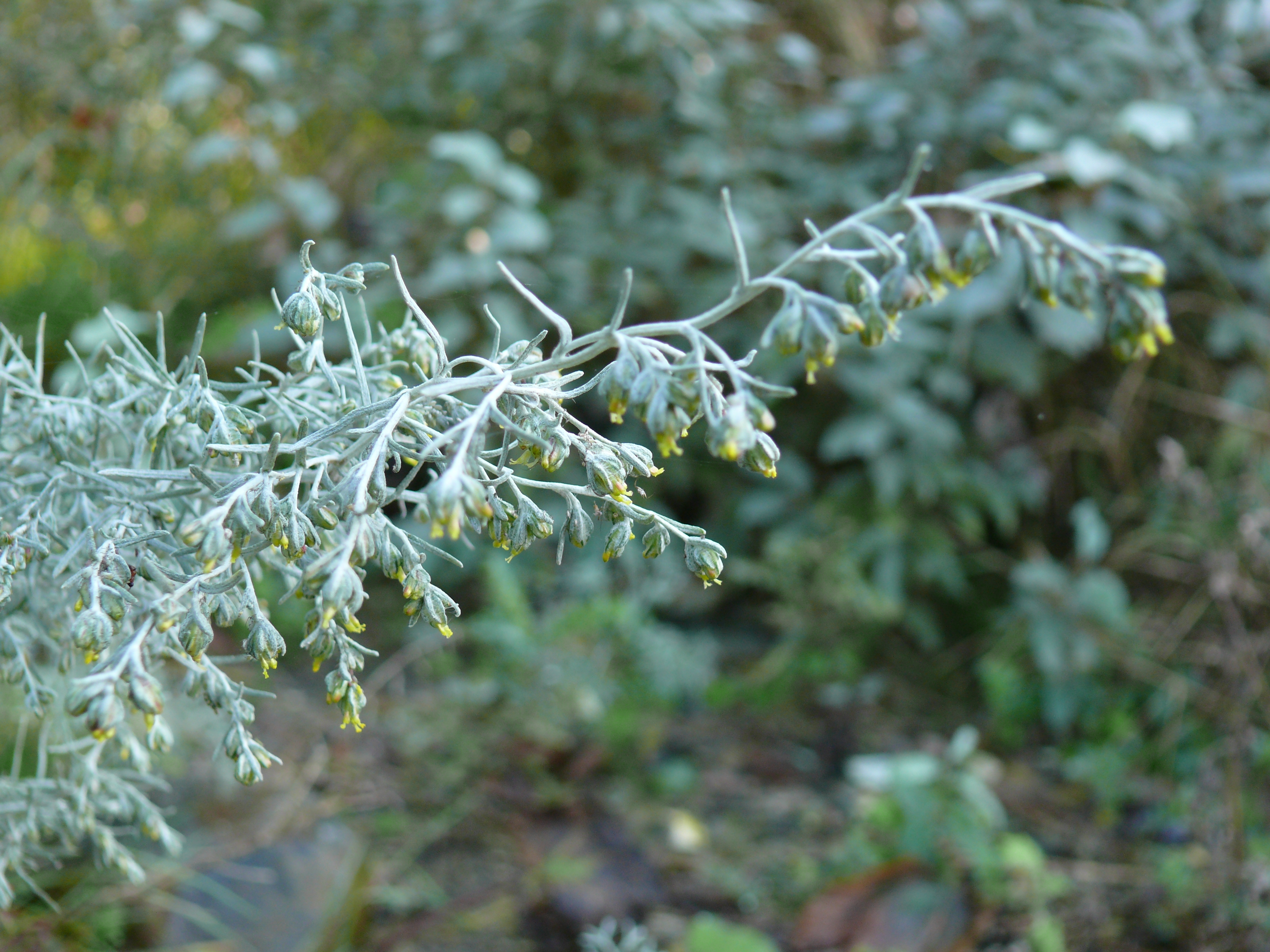
Strand-Beifuß (Artemisia maritima), Blütenstand

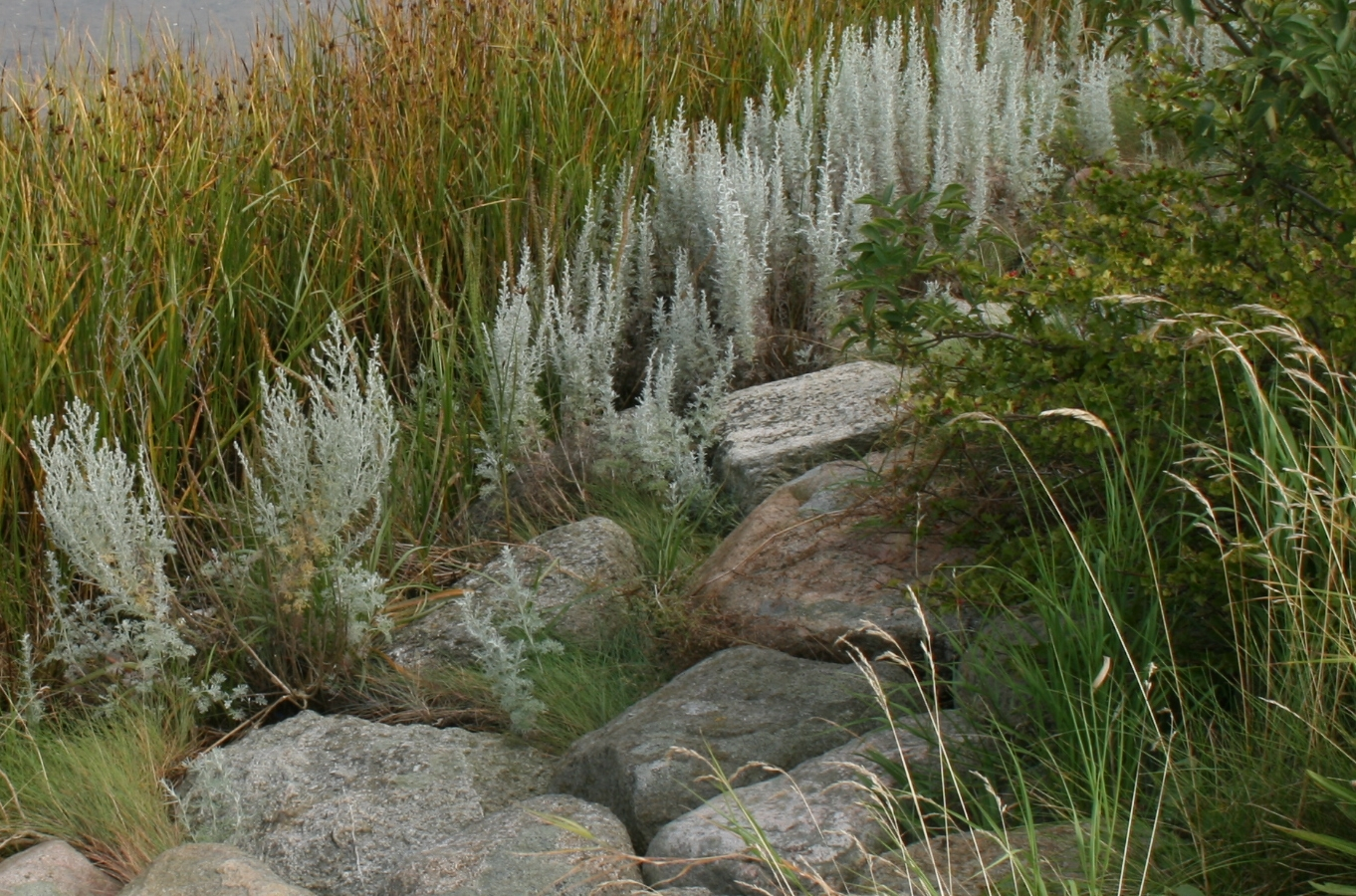
Strand-Beifuß (Artemisia maritima)

## Vorkommen
Die Verbreitung des Strand-Beifußes ist auf litorale, küstennahe Bereiche Europas beschränkt, allerdings gibt es in Deutschland nur in Thüringen und Sachsen-Anhalt binnenländische Bestände. Die Vorkommen insgesamt reichen vom Vereinigten Königreich und Irland über Frankreich bis Norwegen.
Er besiedelt salzhaltige Uferbereiche der Küsten, kommt jedoch auch auf wechselfeuchten bis -nassen Salzrasen vor. Sein Hauptvorkommen besitzt er in Salzpflanzenfluren. Er ist die Kennart der Pflanzen-Assoziation Artemisietum maritimae aus dem Verband Armerion maritimae.

## Ökologie
Die Pflanze ist relativ austrocknungstolerant (skleromorph). Ihre Blüten werden durch kurzrüsslige Insekten bestäubt, wobei auch Selbstbestäubung vorkommen kann. Die kleinen Früchte werden zumeist durch den Wind ausgebreitet.

## Taxonomie und Systematik
Artemisia maritima wurde 1753 von Carl von Linné in Species Plantarum, Band 2, Seite 846, erstveröffentlicht. Synonyme für Artemisia maritima sind Artemisia pseudogallica (Rouy) A.W.Hill, Artemisia salina Willd. und Seriphidium maritimum (L.) Poljakov.
Man kann folgende Unterarten unterscheiden:
- Artemisia maritima L. subsp. maritima: Sie kommt in Frankreich, Irland, Großbritannien, Belgien, den Niederlanden, Deutschland, Dänemark, Norwegen und Schweden vor.[6]
- Artemisia maritima subsp. humifusa (C. Hartm.) K.M. Perss.: Sie kommt in Schweden und Estland vor und wurde nach Russland eingeschleppt.[6]

## Trivialnamen
Im deutschsprachigen Raum werden oder wurden für diese Pflanzenart, zum Teil nur regional, auch die Trivialnamen Aschenblatt, Flohkrud (Borkum), Wurmbiöd (Wangeroog), Wumken (Butjadingen) und unser Frauen Weissrauch verwendet.